# Геномика
Гено́мика — раздел молекулярной генетики, посвящённый изучению генома и генов живых организмов, всей совокупности генов организма или значительной их части. «Для геномики характерно использование очень больших объёмов данных».

## История
Геномика сформировалась как особое направление в 1980—1990-х годах вместе с возникновением первых проектов по секвенированию геномов некоторых видов живых организмов. Первым был полностью секвенирован геном бактериофага Φ-X179; (5368 нуклеотидов) в 1977 году. Следующим этапным событием было секвенирование генома бактерии Haemophilus influenzae (1,8 Mб; 1995 год). После этого были полностью секвенированы геномы ещё нескольких видов, включая геном человека (2001 год — первый черновой вариант, 2003 год — завершение проекта). Её развитие стало возможно не только благодаря совершенствованию биохимических методик, но и благодаря появлению более мощной вычислительной техники, которая позволила работать с огромными массивами данных. Протяженность геномов у живых организмов подчас измеряется миллиардами пар оснований. Например, объём генома человека составляет порядка 3 млрд пар оснований. Самый крупный из известных (на начало 2010 года) геномов принадлежит одному из видов двоякодышащих рыб (примерно 110 млрд пар).

## Разделы геномики

### Структурная геномика
Структурная геномика — содержание и организация геномной информации. Имеет целью изучение генов с известной структурой для понимания их функции, а также определение пространственного строения максимального числа «ключевых» белковых молекул и его влияния на взаимодействия.

### Функциональная геномика
Функциональная геномика — реализация генетической информации, записанной в геноме, то есть от гена — к признаку.

### Сравнительная геномика
Сравнительная геномика (эволюционная) — сравнительные исследования содержания и организации геномов разных организмов.
Получение полных последовательностей геномов позволило пролить свет на степень родства и различий между геномами разных живых организмов. Ниже в таблице представлены предварительные данные о сходстве геномов разных организмов с геномом человека. Сходство дано в процентах (отражает долю пар оснований, идентичных у двух сравниваемых видов).
| Вид                             | Сходство | Примечания и источники                                                                                                   |
| ------------------------------- | -------- | --- |
| Человек                         | 99,9 %   | Human Genome Project |
| Человек                         | 100 %    | Однояйцевые близнецы |
| Шимпанзе                        | 98,4 %   | Americans for Medical Progress; Jon Entine в San Francisco Examiner                                                      |
| Шимпанзе                        | 98,7 %   | Richard Mural из Celera Genomics, цитируется в MSNBC                                                                     |
| Бонобо, или карликовый шимпанзе |          | То же, что и для шимпанзе                                                                                                |
| Горилла                         | 98,38 %  | Основано на изучении интергенной неповторяющейся ДНК (American Journal of Human Genetics, февраль 2001, 682, с. 444—456) |
| Мышь                            | 98 %     | Americans for Medical Progress                                                                                           |
| Мышь                            | 85 %     | при сравнении всех последовательностей, кодирующих белки, NHGRI                                                          |
| Собака                          | 95 %     | Jon Entine в San Francisco Examiner                                                                                      |
| C. elegans                      | 74 %     | Jon Entine в San Francisco Examiner                                                                                      |
| Банан                           | 50 %     | Americans for Medical Progress                                                                                           |
| Нарцисс                         | 35 %     | Steven Rose в The Guardian от 22 января 2004                                                                             |

### Музеогеномика
Музеогеномика — отрасль науки, занимающаяся расшифровкой генетической информации останков биологических объектов, хранящихся
в зоологических, биологических, палеонтологических музеях. Является важным направлением исследований в палеонтологии, палеоботанике, палеоантропологии, археологии. Музеогеномика позволяет выяснить, от каких животных и когда вирусы перешли к человеку, проанализировать степень родства различных видов беспозвоночных, как менялся геном живых организмов со временем, проследить влияние загрязнения окружающей среды.